# János Legeza
János Legeza, madžarski general, * 1889, † 1953.